# Čedem
Čedem é um assentamento localizado no município de Brežice na Eslovênia. Possuía uma população estimada de 11 habitantes em 2020.